# 679-es busz (2007–2014)
A 679-es jelzésű elővárosi autóbusz Budapest, Vermes Miklós utca és Szigetszentmiklós, autóbusz-forduló között közlekedett, Lakihegy érintésével. A járatot a Volánbusz üzemeltette.

## Története
Korábban 2622-es számú helyi járatként közlekedett, 2007. december 9-étől ez a vonal is megkapta – a 800-as járatok után – a háromjegyű számozást.
2014. augusztus 23-án a BKK beindította szigetszentmiklósi járatait, emiatt a 679-es, 680-as, 682-es és 683-as busz megszűnt.

## Menetrend
A 679-es és 680-as busz azonos útvonalon szállított az utasokat. A 679-es buszok eredetileg Auchan Sziget járatként közlekedett, de csak munkanapon járt körforgalmi járatként, vagyis Csepel-től egészen Szigetszentmiklós, József Attila-telep-ig, majd visszafordult Csepel felé. A 680-as buszok nem közlekedtek hétvégén csak a 679-es buszok Auchan Sziget Áruház és Szigetszentmiklós József Attila-telep között.

## Megállóhelyei
| 0  | Budapest, Vermes Miklós utca végállomás  | 76 |
| 2  | Budapest, Karácsony Sándor utca          | 74 |
| 3  | Budapest, Csepel HÉV-állomás             | 73 |
| 4  | Budapest, Erdősor utca                   | 72 |
| 5  | Budapest, Vas Gereben utca               | 71 |
| 6  | Budapest, Tejút utca                     | 70 |
| 7  | Budapest, Csepeli temető                 | 69 |
| 8  | Budapest, Hárosi iskola                  | 67 |
| 9  | Budapest, Szilvafa utca                  | 66 |
| 10 | Budapest, Almafa utca                    | 64 |
| 11 | Budapest, Vízművek lakótelep             | 62 |
| 12 | Budapest, Hárosi csárda                  | 60 |
| 14 | Auchan Sziget áruház                     | 57 |
| 15 | Lakihegy, Áruházi bekötőút               | 55 |
| 16 | Lakihegy, Gát utca                       | 54 |
| 17 | Lakihegy, Lacházi fogadó                 | 53 |
| 18 | Lakihegy, Cseresznyés utca               | 52 |
| 21 | Szigetszentmiklós, Massányi úti lakópark | 48 |
| 22 | Szigetszentmiklós, autóbusz-forduló      | ∫  |
| 23 | Szigetszentmiklós, Széchenyi utca 56.    | ∫  |
| 24 | Szigetszentmiklós, Ősz utca              | ∫  |
| 26 | Szigetszentmiklós, Óvoda                 | ∫  |
| 28 | Szigetszentmiklós, Miklós tér            | ∫  |
| 30 | Szigetszentmiklós, Tököli utca 63.       | ∫  |
| 31 | Szigetszentmiklós, Akácfa körút          | ∫  |
| 33 | Szigetszentmiklós, Jókai utca            | ∫  |
| 34 | Szigetszentmiklós, Bajcsy-Zs. utca ABC   | ∫  |
| 35 | Szigetszentmiklós, József Attila-telep   | ∫  |
| 38 | Szigetszentmiklós, Kisfaludy köz         | ∫  |
| 39 | Szigetszentmiklós HÉV-bejárati út        | ∫  |
| 41 | Szigetszentmiklós, városháza             | ∫  |
| 44 | Lehel utca                               | ∫  |
| 45 | Kölcsey Ferenc utca                      | ∫  |
| 47 | Szigetszentmiklós, autóbusz-forduló      | 47 |